# Puquina (taal)
Pukina (ook wel Puquina) is een uitgestorven taal die gesproken werd in het Andesgebied rond het Titicacameer, in de kustgebieden van het zuiden van Peru en het noorden van Chili, en in de zuidelijke hoogvlakten van Bolivia.

## Geschiedenis
In 1575 werd Pukina door de onderkoning Toledo erkend als lengua general (algemene taal) van Peru, samen met Quechua en Aymara. Dit betekent dat de taal op dat moment in een groot gebied werd gesproken, en een zeker aanzien genoot. Gedurende de volgende ruim honderd jaar werd in verschillende plaatsen regelmatig melding gemaakt van het belang de indianen ook in het Pukina te bekeren. Toch verdween de taal uitzonderlijk snel, vanaf de tweede helft van de 17e eeuw werd nauwelijks meer melding gemaakt van de taal. Een van de laatste vermeldingen dateert echter van 1813. Waarschijnlijk is de taal zo snel verdwenen omdat Pukinagroepen al vóór de Spaanse verovering versplinterd waren door binnenvallende Aymarasprekers. Ook werd Pukina geassocieerd met een lage sociaal-economische status, waardoor de taal sneller verruild werd voor Quechua, Aymara of Spaans.

## Geografische verspreiding
Er zijn twee soorten bronnen die informatie bieden over het vroegere verspreidingsgebied van de taal: koloniale bronnen en plaatsnamen. De koloniale bronnen geven de aanwezigheid van Pukinasprekers aan in de huidige Peruaanse departementen Tacna, Moquegua, Arequipa, Cuzco en Puno. In Bolivia leefden ze ten oosten van het Titicacameer, en nabij de steden Potosí en La Plata (Sucre). Ook in het kustgebied van Arica (Chili) is Pukina opgemerkt. Voor het gebied van het bisdom van La Plata (grotendeels in het huidige Bolivia) is de meest gedetailleerde informatie beschikbaar, uit een document van rond 1600 genaamd Copia de Curatos dat aangeeft welke talen priesters moesten beheersen om in verschillende plaatsen te kunnen prediken.

### Toponymie
Plaatsnaamonderzoek geeft verdere informatie over de verspreiding van de taal. Vooral ten zuidoosten van Arequipa en rondom het Titicacameer zijn veel Pukina plaatsnamen te vinden. Kenmerkend voor deze plaatsnamen is dat ze eindigen op –laque, -baya, -paya, -huaya, –coa, en –chata, zoals in de namen Curibaya, Muylaque, Talahuaya, Callampaya, Calacoa en Quimsachata (deze laatste is een samenstelling met het Quechua kimsa 'drie'). Deze generieke plaatsnaamelementen vormen steeds het hoofd van een samenstelling, maar van slechts twee woorden, die bekend zijn uit de tekst van Oré, is de betekenis duidelijk: coa ‘heiligdom’, en chata ‘berg’.

## Volk
De Qulla’s (ook wel Colla) waren het belangrijkste Pukinasprekende volk, levend aan de noordkant van het Titicacameer met als centrum de stad Hatun Colla. Hier komt de naam Qullasuyu vandaan, een van de vier delen van het Inkarijk genaamd Tawantinsuyu, evenals de Spaanse naam voor het gebied, El Collao. Al vroeg in de koloniale periode werden de Qulla’s echter met de taal Aymara geassocieerd, omdat de etnische aanduiding Qulla door de Inka’s werd gebruikt als een algemene term voor alle volken van het hele gebied, waaronder bijvoorbeeld de Aymaratalige Lupaqa’s en Pacases.
Kroniekschrijvers vertellen hoe de Inka’s een opstand van Pukina-Qulla’s onderdrukten en hun koning, Qulla Qapaq (Colla Capac) in Cuzco aan de zon offerden. Sindsdien stonden de Colla’s in laag aanzien, en werden beschouwd als verraders, vies en arm. Voor die tijd waren de Qulla echter een rijk en machtig volk.
Een ander misvatting is dat de Chipaya (een groep die een Uru-Chipaya taal spreekt) Pukina als taal hadden, omdat ze zichzelf soms ‘Puquina’ of ‘Buquina’ noemen. Er bestaat echter geen twijfel over dat Pukina en (Uru-)Chipaya geheel verschillende talen zijn. De Uru’s en Chipaya’s hadden eveneens een lage sociaal-economische status, ze leefden voornamelijk van de jacht en vis, op en rondom het water. Hoewel Pukina’s ook als arm werden beschouwd, waren ze waarschijnlijk juist landbouwers.
Taalkundigen zoals Alfredo Torero en Rodolfo Cerrón-Palomino zien Pukina als de taal van de archeologische Tiwanaku-cultuur. Argumenten zijn dat het Pukina een langere geschiedenis in het gebied heeft dan Aymara, terwijl de geografische verspreiding van Tiwanaku en het Pukina grotendeels overeenkomen. Archeologen hebben doorgaans het Aymara als de taal van Tiwanaku gezien, aangezien er geen grote breuk in de materiële cultuur is tussen Tiwanaku en de periode erna. Andere voorstellen zien een rol voor meerdere talen naast elkaar. Er ontstaat echter steeds meer consensus dat de geschiedenis van Tiwanaku en het Pukina sterk met elkaar verbonden zijn.

## Taal
Onze kennis van het Pukina is beperkt, omdat slechts één geschreven bron beschikbaar is, die geen compleet beeld geeft (mede omdat de inhoud volledig religieus van aard is). De mengtaal Kallawaya (Qullawaya, Callahuaya, etc.) biedt echter verdere informatie: het lexicon heeft Pukina als basis, terwijl de morfologie Quechua is. Het is een geheime taal, gebruikt door rondreizende kruidendokters uit het gebied ten oosten van het Titicacameer.
Het Pukina moet dialecten hebben gekend die flink van elkaar verschilden. Dit blijkt uit verschillen tussen woorden in het Pukina en hun Kallawaya tegenhanger, zoals scana, respectievelijk qena, voor ‘zilver’. Een andere mogelijkheid is dat Pukina een taalfamilie vormde. Koli (Coli, Cole), een uitgestorven taal uit het zuidelijke kustgebied van Peru, was waarschijnlijk een aan Pukina gerelateerde taal of regionale variant ervan.
Er is genoeg bekend om beweringen dat Pukina genetisch verwant is aan Quechua, Aymara, of Uru-Chipaya van de hand te wijzen. Wel zijn er gemeenschappelijke woorden tussen Pukina en vooral Quechua en Aymara; hierbij gaat het om leenwoorden. Voorlopig staat het bekend als een geïsoleerde taal, hoewel er aanwijzingen zijn voor een verband met Arawakse talen. Dit is voornamelijk gebaseerd op overeenkomsten tussen Pukina voornaamwoorden en Arawakse prefixen voor persoonsaanduiding, en in mindere mate in de woordenschat.
Pukina heeft een systeem van vijf klinkers (a, e, i, o, u) zoals in het huidige Spaans, terwijl Quechua drie fonematische klinkers kent. Op enkele verschillen na, lijkt het klanksysteem van Pukina verder op dat van Quechua en Aymara. De exacte klank die bedoeld werd met sommige van de gebruikte tekens in het document van Oré blijft echter nog onduidelijk. Net als Aymara en Quechua is Pukina een suffixerende taal. Een ander kenmerk is ergativiteit. Op dit moment wordt de taal bestudeerd aan de Universiteit Leiden.